# Xenimpia burgessi
Xenimpia burgessi är en fjärilsart som beskrevs av Robert H. Carcasson 1964. Xenimpia burgessi ingår i släktet Xenimpia och familjen mätare. Inga underarter finns listade i Catalogue of Life.